# Línea 522 (Mar del Plata)
La línea 522 es una línea de colectivos del Partido de General Pueyrredón perteneciente a la empresa Peralta Ramos

## Recorrido
Haciendo Click Aquí podrán visualizarse los recorridos de la Línea 522.

### Ramal A, Común
IMPORTANTE: Este ramal solo circula de lunes a viernes

#### Ida
Beruti - Av. Fernin Errea - Av. Libertad - Venezuela - Maipú - Leguizamón Onésimo - Ayacucho - Brasil - 11 de Septiembre - F. Juan Cetz - 11 de Septiembre - Av. Dr. Arturo Alió - 11 de Septiembre - Bordabehere - Av. Libertad - Malvinas - 11 de Septiembre - La Pampa - 9 de Julio - Olazábal - Av. Pedro Luro - Av. Patricio Peralta Ramos - Buenos Aires - Esteban Echeverria - Magallanes - Av. Edison - Av. Mario Bravo - Vergara - Sicilia - Cabrera - Av. Mario Bravo - De La Maza - Comuna de Mafalda - Vélez Sársfield.

#### Vuelta
Av. De Los Trabajadores - Lituania - Vélez Sársfield - Comuna de Mafalda - De La Maza - Av. Mario Bravo - Castro Barros - Calabria - Vergara - Av. Mario Bravo - Av Edison - Magallanes - Av. De Los Trabajadores - Marlin - Mariluz 2 - Av. Dorrego - Av. De Los Trabajadores - 12 de Octubre - Roque Saenz Peña - Entre Ríos - Belgrano - Av Patricio Peralta Ramos - Diagonal Alberti Sur - Av Pedro Luro - San Juan - 3 de Febrero - Teodoro Bronzini - Av. Libertad - Av. M. Champagnat - 3 de Febrero - Av. Dr. Arturo Alió - 3 de Febrero - Federico Rauch - 11 de Septiembre - F. Juan Certz - 11 de Septiembre - Brasil - Ayacucho - Leguizamón Onésimo - Maipú - Venezuela - Av. Libertad - Av. Fernin Errea - Beruti.

### Ramal B (Por Barrio Virgen de Lujan)
Este ramal, a diferencia del A, circula todos los días

#### Ida
Beruti - Av. Fernin Errea - French - A. Amaya - Brandsen - Carrillo - Ituzaingó - A. Amaya - Av. Libertad - Venezuela - Maipú - Leguizamón Onésimo - Ayacucho - Brasil - 11 de Septiembre - F. Juan Cetz - 11 de Septiembre - Av. Dr. Arturo Alió - 11 de Septiembre - Bordabehere - Av. Libertad - Malvinas - 11 de Septiembre - La Pampa - 9 de Julio - Olazábal - Av. Pedro Luro - Av. Patricio Peralta Ramos - Buenos Aires - Esteban Echeverria - Magallanes - Av. Edison - Av. Mario Bravo - Vergara - Sicilia - Cabrera - Av. Mario Bravo - De La Maza - Comuna de Mafalda - Vélez Sársfield.

#### Vuelta
Av. De Los Trabajadores - Lituania - Vélez Sársfield - Comuna de Mafalda - De La Maza - Av. Mario Bravo - Castro Barros - Calabria - Vergara - Av. Mario Bravo - Av Edison - Magallanes - Av. De Los Trabajadores - Marlin - Mariluz 2 - Av. Dorrego - Av. De Los Trabajadores - 12 de Octubre - Roque Saenz Peña - Entre Ríos - Belgrano - Av Patricio Peralta Ramos - Diagonal Alberti Sur - Av Pedro Luro - San Juan - 3 de Febrero - Teodoro Bronzini - Av. Libertad - Av. M. Champagnat - 3 de Febrero - Av. Dr. Arturo Alió - 3 de Febrero - Federico Rauch - 11 de Septiembre - F. Juan Certz - 11 de Septiembre - Brasil - Ayacucho - Leguizamón Onésimo - Maipú - Venezuela - Av. Libertad - A. Amaya - Ituzaingó - Carrillo - Brandsen - A. Amaya - French -  Av. Fernin Errea - Beruti.